# Contributions from the University of Michigan Herbarium
Contributions from the University of Michigan Herbarium, (abreujat Contr. Univ. Michigan Herb.), és una revista amb il·lustracions i descripcions botàniques, que és editada por la Universitat de Míchigan als Estats Units des de l'any 1939.